# Verdrag van Alfred en Guthrum

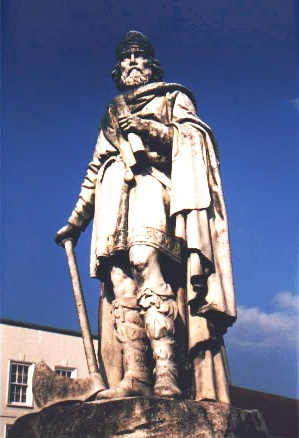
Standbeeld van Koning Alfred

Het Verdrag van Alfred en Guthrum is een overeenkomst tussen Alfred de Grote, koning van het Wessex en Guthrum, de Vikingheerser over East Anglia. De datum van hun overeenkomst is onzeker, maar moet tussen 878 en 890 zijn geweest. Het verdrag is een van de weinige nog bestaande documenten uit de regering van Alfred; het is in het Oudengels overgeleverd in Corpus Christi College Cambridge Manuscript 383 en in een Latijnse compilatie, die bekendstaat als Quadripartitus. Het origineel is waarschijnlijk in het Oudengels geschreven.